# Sączów (gromada)
Sączów – dawna gromada, czyli najmniejsza jednostka podziału terytorialnego Polskiej Rzeczypospolitej Ludowej w latach 1954–1972.
Gromady, z gromadzkimi radami narodowymi (GRN) jako organami władzy najniższego stopnia na wsi, funkcjonowały od reformy reorganizującej administrację wiejską przeprowadzonej jesienią 1954 do momentu ich zniesienia z dniem 1 stycznia 1973, tym samym wypierając organizację gminną w latach 1954–1972.
Gromadę Sączów z siedzibą GRN w Sączowie utworzono – jako jedną z 8759 gromad na obszarze Polski – w powiecie będzińskim w woj. stalinogrodzkim, na mocy uchwały nr 14/54 WRN w Stalinogrodzie z dnia 5 października 1954. W skład jednostki weszły obszary dotychczasowych gromad Celiny i Sączów ze zniesionej gminy Sączów w tymże powiecie, a także oddziały leśne nr nr 171-175, 177-183, 184-187, 192-196 i 202 z Nadleśnictwa Miasteczko. Dla gromady ustalono 14 członków gromadzkiej rady narodowej.
20 grudnia 1956 województwo stalinogrodzkie przemianowano (z powrotem) na katowickie.
31 grudnia 1961 do gromady Sączów włączono obszar zniesionej gromady Siemonia w tymże powiecie.
Gromada przetrwała do końca 1972 roku, czyli do kolejnej reformy gminnej.